# Tsubame (Lied)
Tsubame (ツバメ, Japanisch für Schwalbe) ist ein Lied des japanischen Popmusikduos Yoasobi, das am 25. Oktober 2021 über Sony Music Entertainment Japan auf digitaler Ebene als Musikdownload und Musikstream veröffentlicht wurde. Als musikalischer Gast ist die Kinderband Midories in dem Lied zu hören.
Es ist die Titelmusik der Kindersendung Hirogare! Irotoridori des japanischen Fernsehsenders NHK, welches die Ziele für nachhaltige Entwicklung der Vereinten Nationen kindgerecht näherbringen soll.
Das Lied, dass von Ayase geschrieben wurde, basiert auf dem Roman Chiisana Tsubame no Ōkina Yume von Nana Ototsuki. Das Lied handelt vom menschlichen Verhalten gegenüber der Natur geschrieben aus der Perspektive einer Schwalbe. Tsubame erreichte Platz 19 der Billboard Japan Hot 100 und Platz 29 der kombinierten Singlecharts von Oricon, ohne dabei die offiziellen japanischen Singlecharts erreichen zu können.
Zwischenzeitlich wurde das Stück von der Recording Industry Association of Japan (RIAJ) für 50 Millionen Streams mit einer Goldenen Schallplatte bedacht.
Im November des Jahres 2022 wurde eine englischsprachige Version des Liedes unter dem Titel The Swallow auf digitaler Ebene veröffentlicht.

## Hintergrund

Hirogare! Irotoridori ist eine Sendung des Fernsehsenders NHK, die Kindern die Ziele für nachhaltige Entwicklung der Vereinten Nationen einfach erklären soll.

Am 20. April 2021 gaben YOASOBI bekannt, von NHK mit dem Komponieren und schreiben der Titelmusik für die Kindersendung Hirogare! Irotoridori beauftragt worden zu sein. Die Serie soll die Ziele für nachhaltige Entwicklung der Vereinten Nationen kindgerecht und einfach erklären.
Das Duo rief hierzu mit Yoasobi to Tsukuru Mirai no Uta ein Schreibwettbewerb ins Leben, dessen Gewinnerwerk als Vorlage für den Liedtext fungieren sollte. Das Motto des Wettbewerbs lautete zusammen leben. Eingesendet wurden mehr als 700 Beiträge. Das Gewinnerwerk trägt den Titel Chiisana Tsubame no Ōkina Yume (小さなツバメの大きな夢 Ein großer Traum für eine kleine Schwalbe) und wurde von der 15-jährigen Nana Ototsuki eingereicht.
Der Titel des Liedes, Tsubame, wurde am 28. September 2021 offiziell bekannt gegeben. Ayase erklärte über das Lied, dass er das Lied aus der Perspektive einer Schwalbe schreiben wollte, um die Thematik des Liedes einfacher verständlich und aufheiternder zu machen. Am gleichen Tag wurde die Kinderband Midories, die aus fünf Grundschülern der fünften Klasse bestand: Atsuki, Ukyou, Lexie, Ririna und Yumeri. Die neu gegründete Kinderband steuerte den Gastgesang auf dem Lied bei. Im Oktober und November 2021 fungierte das Lied als Titelmusik der Kindermusiksendung Minna no Uta.

## Liedtext und Komposition

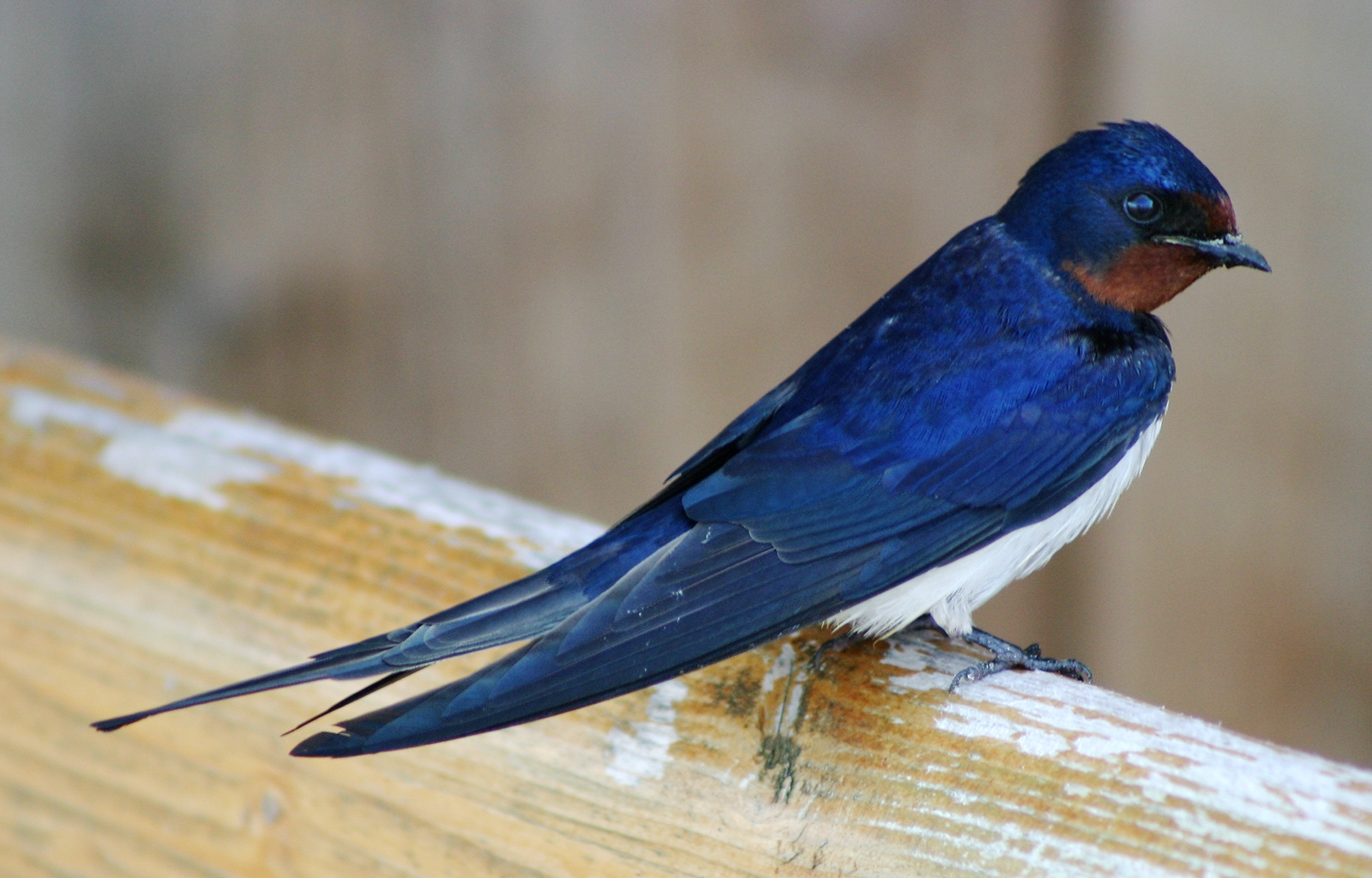
Schwalbe heißt auf Japanisch Tsubame. (Im Bild: eine Rauchschwalbe)

Geschrieben und komponiert wurde das Lied von Ayase. Den Gesang steuerten YOASOBI-Sängerin Ikura und die fünfköpfige Kinderband Midories bei. Tsubame wurde in Es-Dur geschrieben, weist ein Tempo von 105 Bpm auf und hat eine Länge von drei Minuten und 37 Sekunden.
Der Text basiert auf den Kurzroman Chiisana Tsubame no Ōkina Yume von Nana Ototsuki. Dieser ist aus der Perspektive einer Schwalbe geschrieben, die als Protagonist fungiert. Inhaltlich beschreibt der Liedtext die Tragik des Meeres, die die Schwalbe überflogen hat, sowie die positiven und negativen Aspekte des menschlichen Umgangs mit der Natur, sowie die Sympathie für andere. Der Text endet damit, dass die Schwalbe den Leuten Freude überbringt. Dabei verfolgt das Lied die Idee, dass eine selbst kleine Schwalben Großes vollbringen können, wenn sie sich gegenseitig unterstützen, was die eigentliche Zielsetzung der Ziele für nachhaltige Entwicklung repräsentiere.

## Mitwirkende
Die Mitwirkenden wurden anhand der Liner-Notes von The Book 2 sowie von YouTube entnommen
| Musik und Produktion - Ikura – Gesang - Ayase – Produktion, Liedtext, Komposition - Midories – Begleitgesang - AssH – E-Gitarre - Takayuki Saitō – Aufnahme (Gesang) - Masahiko Fukui – Mixing | weitere Beteiligte - Nana Ototsuki – Vorlage zum Liedtext - Niina Ai – Cover-Artwork, Animation des Musikvideos |

## Veröffentlichung
Am 1. Oktober 2021 wurde angekündigt, dass Tsubame auf der EP The Book 2 zu hören sein wird. Diese EP wurde für den 1. Dezember gleichen Jahres angekündigt. Eine Woche nach dieser Ankündigung wurde bekannt gegeben, dass das Lied am 25. Oktober als Stand-Alone-Single auf digitaler Ebene als Musikdownload und Musikstream veröffentlicht wird.
Das Lied wurde am 19. Oktober 2021 im Rahmen der Radiosendung Yoasobi's All Night Nippon X erstmals in voller Länge gespielt. Auch erhielt das Lied vorab der eigentlichen Veröffentlichung Airplays in verschiedenen Einkaufszentren, Passagen und Restaurantketten wie etwa bei Lawson, FamilyMart, Sukiya, Shibuya Center Gai oder der Takeshita Street.
Das Cover wurde von Niina Ai, die in der Vergangenheit bereits mit dem Duo zusammenarbeitete, entworfen und zeigt die Zeichnung einer Schwalbe, die in Richtung einer Stadt fliegt. Am 4. November 2022 erschien mit The Swallow die englischsprachige Version des Liedes, welche auf der zweiten englischsprachigen EP E-Side 2 zu finden ist.

## Musikvideo
Das Musikvideo wurde am 2. Dezember 2021 veröffentlicht. Regie führte Niina Ai, die zudem das Cover-Artwork und die Illustrationen für das Video entwarf. Zuvor veröffentlichte der Sender NHK im Rahmen des Kinderprogramms Zawazawa'en no Ganpē-chan ihre Version des Liedes als Musikvideo. Eine dritte Version veröffentlichte der Sender mit Sendestart der Fernsehserie Hirogare! Irotoridori am 25. Oktober 2021.
Das Musikvideo für die englische Version des Liedes erschien am 4. November 2022. Eine weltweite Version des Musikvideos feierte drei Tage später im Programm Aokiiro des Senders NHK Educational TV Premiere und beinhaltet Gastauftritte von Charakteren der Sesamstraße und Kindern aus 23 Ländern weltweit in Unterstützung mit der Japan International Cooperation Agency.

## Aufführungen
Die Kinderband Midories spielte gemeinsam mit den Maskottchen der Kindersendung Hirogare! Irotoridori am 1. Oktober 2021 eine zweiminütige Version des Liedes in der Sendung Minna no Uta. Die Choreographie wurde von Mikiko erarbeitet. YOASOBI selbst führten das Lied gemeinsam mit den Midories erstmals am 2. Dezember 2021 in der Musiksendung Songs auf NHK auf. Im Rahmen des Kōhaku Uta Gassen am 31. Dezember spielte das Duo das Lied außer Konkurrenz erneut.

## Erfolg
In Japan erreichte das Lied Platz 19 in den Billboard Japan Hot 100, sowie auf Platz drei der heimischen Download-Charts mit 13.400 Downloads innerhalb der ersten Verkaufswoche und Platz 77 der Streaming Songs.
In den von den Oricon ermittelten Combined-Singles-Charts erreichte Tsubame Platz 29; in den Digital Singles Charts mit knapp 15.700 Downloads innerhalb einer Woche Platz drei.
Inzwischen wurde das Lied für 50 Millionen Streams in Japan von der Recording Industry Association of Japan (RIAJ) mit einer Goldenen Schallplatte bedacht.

## Coverversionen
Die japanische Ska-Gruppe Tokyo Ska Paradise Orchestra coverte das Lied mit Gastauftritten von den Midories, Neru Nagahama und dem Brassklub der Tokyo Metropolitan Katakura High School. Die Coverversion wurde offiziell am 11. Mai 2022 mitsamt einem Musikvideo herausgegeben. Das Musikvideo wurde für eine Spezialsendung von Minna no Uta gedreht.
Am 4. Juli 2022 veröffentlichte die Kinder Band Midories ihre Version des Liedes in Zusammenarbeit mit Ryūnosuke Kamiki und Fumi Nikaido, den Synchronsprechern der Maskottchen Ao und Kii der Sendung Hirogare! Irotoridori. Das Lied erschien auf dem Album Tsubame to SDGs no Uta, welches am 27. Juli veröffentlicht wurde.